# Capnioneura valandovi
Capnioneura valandovi is een steenvlieg uit de familie Capniidae. De wetenschappelijke naam van de soort is voor het eerst geldig gepubliceerd in 1978 door Ikonomov.